# Hainichen (Kitzscher)
Hainichen ist ein Ortsteil der sächsischen Stadt Kitzscher im Landkreis Leipzig. Der Ort mit seinem Ortsteil Trages wurde am 1. Januar 1998 nach Kitzscher eingemeindet.

## Geographie

### Geographische Lage und Verkehr
Hainichen liegt etwa 19,5 Kilometer südsüdöstlich der sächsischen Großstadt Leipzig. Der durch den Ort führende Bach Fipper mündet in die Gösel, einem Zufluss der Pleiße. In der südöstlichen Ortsflur von Hainichen zwischen Hainichen im Nordwesten, Stockheim im Nordosten und der Siedlung Lindhardt im Südwesten befindet sich die Wüstung Apelt, die aus einem Vorwerk hervorgegangen ist und bis ins 20. Jahrhundert bestand.

### Nachbarorte
| Kömmlitz  | Rohrbach                                    | Otterwisch |
| Trages    | Kompassrose, die auf Nachbargemeinden zeigt | Stockheim  |
| Thierbach | Kitzscher mit Lindhardt                     | Steinbach  |

## Geschichte

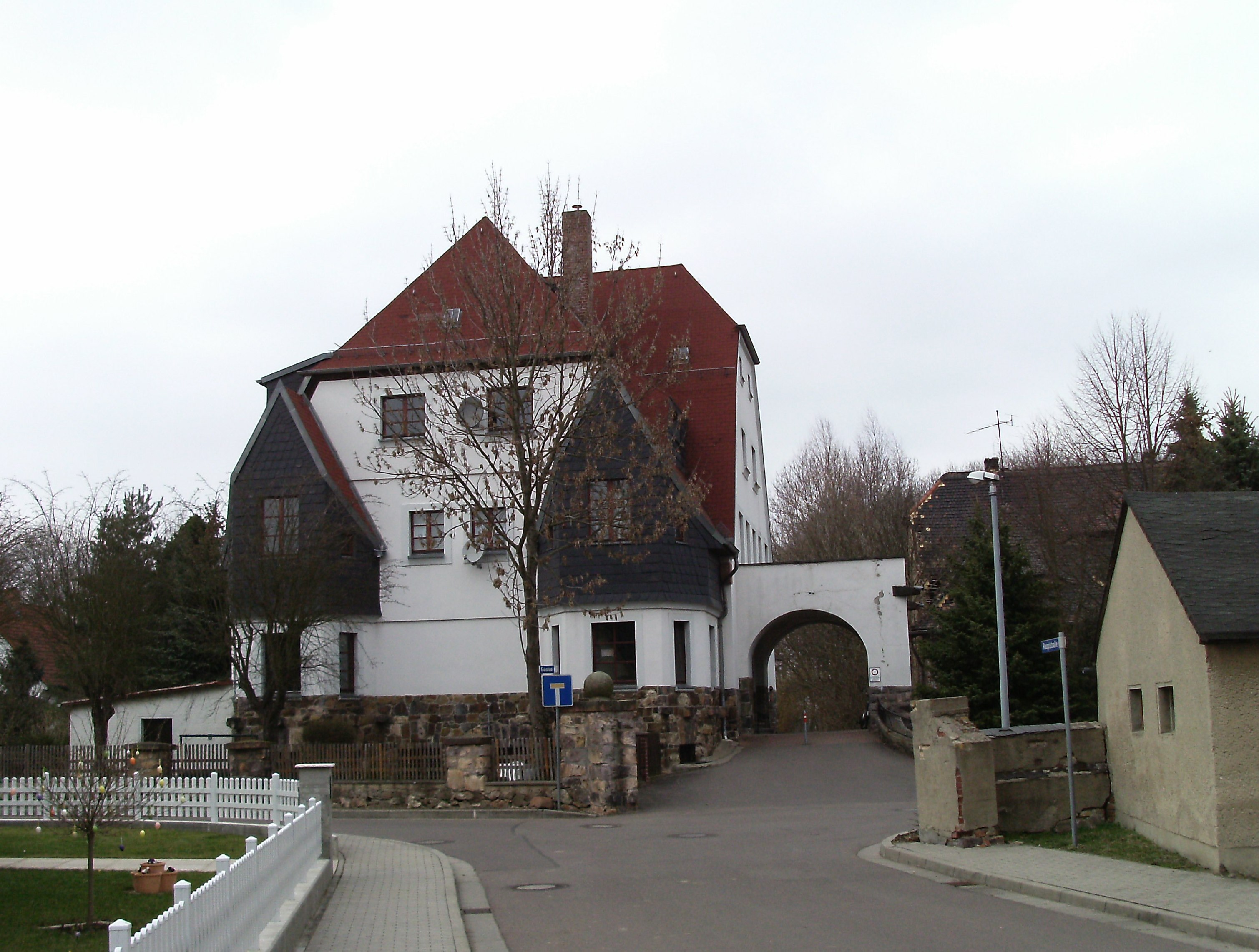
Hainichen, Gutshaus

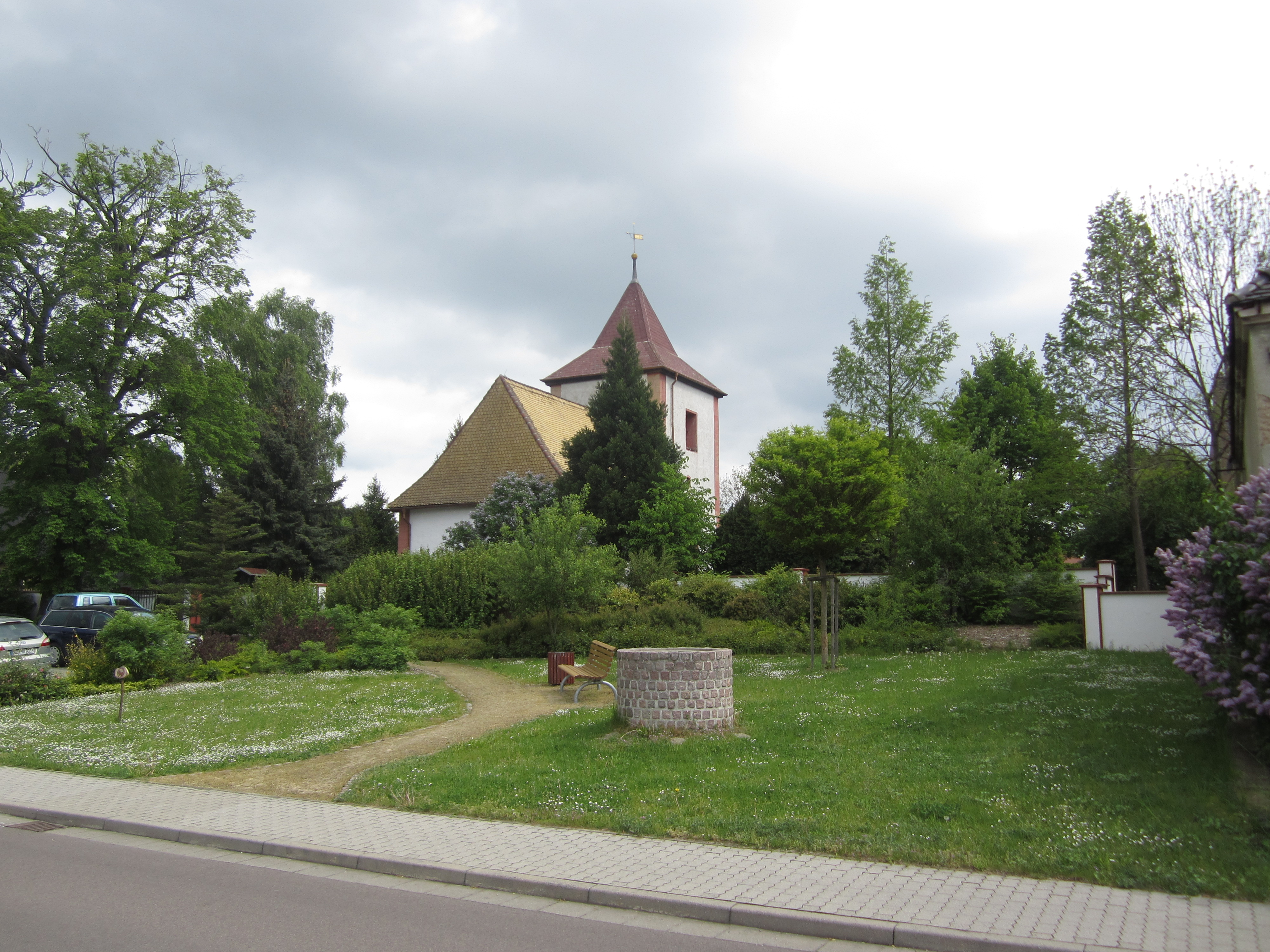
Heilig-Kreuz-Kirche Hainichen

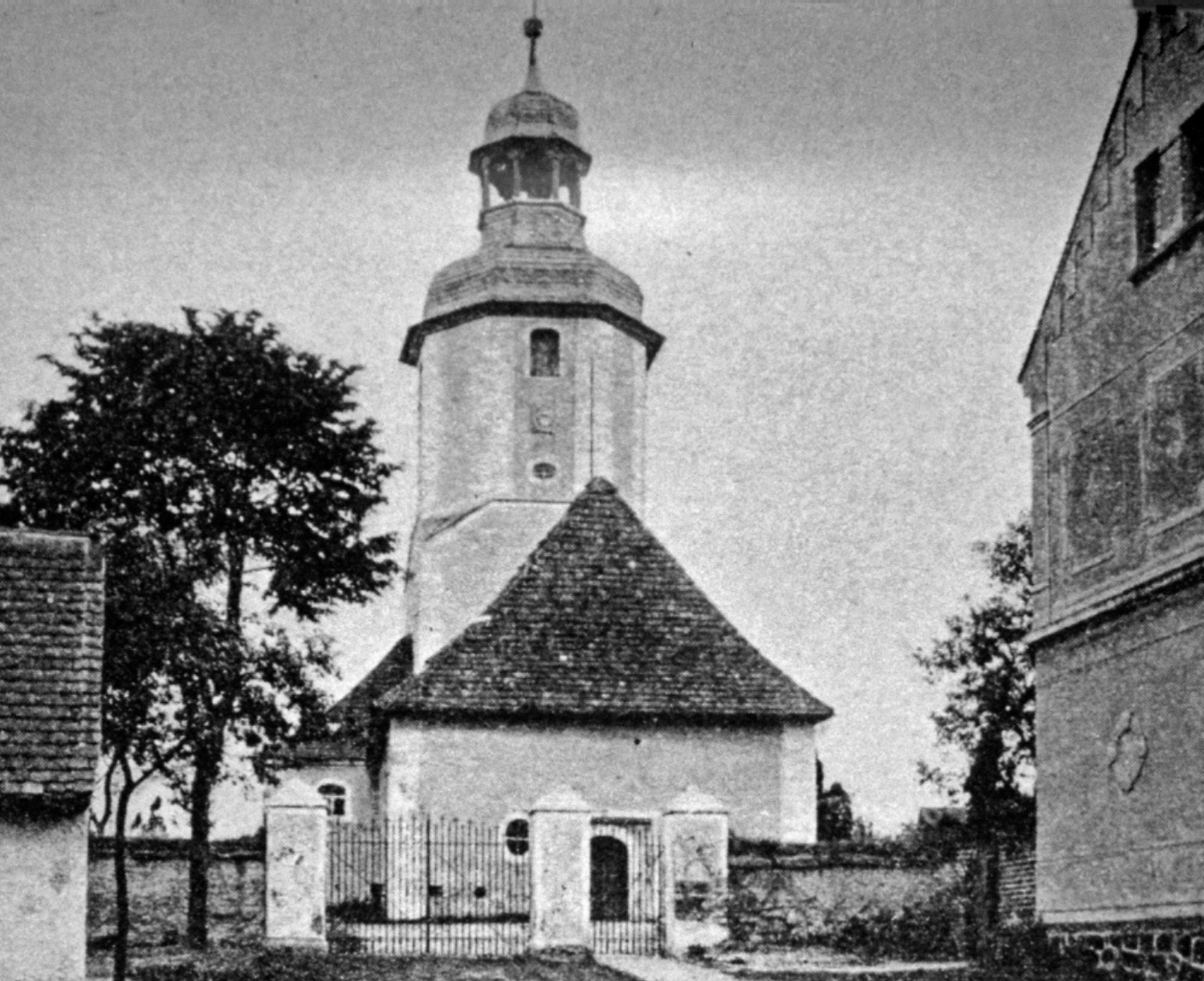
Heilig-Kreuz-Kirche vor 1945 mit barockem Turm

Das Straßendorf Hainichen wurde vermutlich im 13. Jahrhundert gegründet. Die erste belegte Ortsnamenform datiert von 1378 als Heynichin bzw. Henigchen. Bezüglich der Grundherrschaft gehörte Hainichen um 1548 anteilig zum Rittergut Otterwisch und als Amtsdorf zum kursächsischen Amt Borna. Nach 1551 gehörte der Rittergutsanteil von Hainichen zur Grundherrschaft des örtlichen Ritterguts Hainichen, welches aus der mittelalterlichen Wasserburg „Die Insel“ hervorging, die sich nordwestlich des Ritterguts befand. Das Herrenhaus des Ritterguts Hainichen wurde im Jahre 1576 erbaut. In der Folgezeit befand es sich im Besitz der Familien Aus dem Winckel und von Brück, bevor es im 17. Jahrhundert die Familie von Zehmen erwarb. Haubold und Tobias von Zehmen stifteten durch großzügige Spenden die zwischen 1699 und 1700 erfolgte Erneuerung der aus dem 13. Jahrhundert stammenden Heilig-Kreuz-Kirche. Diese war eine Filialkirche von Trages. Johann Friedrich von Zehmen, Kapitän beim Kurfürstlich-Sächsischen Infanterie-Regiment, veräußerte das Rittergut Hainichen im Jahr 1773 an die Herren Günther. Im Jahr 1809 kam das Rittergut an den Hofrat Johann August Schirmer, der es wiederum 1817 an die Familie von Bärenstein veräußerte. Nachdem das Gut zwischen 1838 und 1881 im Besitz der Familie Schmidt war, gehörte es anschließend der Familie Steiger. Nach einem Brand wurde das Herrenhaus im Jahr 1908 im Jugendstil wiederaufgebaut. Das zum Rittergut Hainichen gehörige Vorwerk Apelt südöstlich von Hainichen wurde im Jahr 1791 erstmals urkundlich erwähnt. Dieses Einzelgut mit Häusergruppe hatte um 1875 eine Einwohnerzahl von 29 Personen. Nachdem der Gutsweiler im Jahr 1905 nochmalig erwähnt wurde, erfolgte im Laufe des 20. Jahrhunderts der vollständige Abbruch der Gebäude. Heute erinnert lediglich die Gemarkung Apelt an die einstige Siedlung.
Um 1840 zählte das Dorf Hainichen, außer dem Rittergut, 4 Pferdner, 12 Hintersässer und 9 Viertelhufengut-Besitzer. Es gab zudem eine Schmiede, eine Schänke, einen gemeindeeigenen Steinbruch und eine Bockwindmühle am Ortseingang an der Straße von Trages kommend. Hainichen lag bis 1856 im kursächsischen bzw. königlich-sächsischen Amt Borna. Ab 1856 gehörte der Ort zum Gerichtsamt Borna und ab 1875 zur Amtshauptmannschaft Borna. Die Besitzer des Ritterguts Hainichen wurden im Zuge der Bodenreform in der Sowjetischen Besatzungszone ab 1945 enteignet. Die Gebäude wurden anschließend zu Wohnzwecken genutzt.
Durch die zweite Kreisreform in der DDR im Jahr 1952 wurde die Gemeinde Hainichen dem Kreis Borna im Bezirk Leipzig angegliedert. Am 1. Juli 1976 wurde Trages nach Hainichen eingemeindet. Seit 1990 gehörte die Gemeinde Hainichen zum sächsischen Landkreis Borna, der 1994 im Landkreis Leipziger Land und 2008 im Landkreis Leipzig aufging.
Am 1. Januar 1998 wurde Hainichen mit seinem damaligen Ortsteil Trages in die Stadt Kitzscher eingegliedert. Das Herrenhaus des Ritterguts Hainichen wird in der Gegenwart durch eine Kindertagesstätte genutzt.

### Entwicklung der Einwohnerzahl
| Jahr    | Einwohnerzahl                           |
| ------- | --------------------------------------- |
| 1548/51 | 16 besessene Mann, 7 Inwohner, 32 Hufen |
| 1764    | 26 besessene Mann, 9 Häusler, 12 Hufen  |
| 1834    | 312                                     |
| 1871    | 375                                     |

| Jahr | Einwohnerzahl |
| ---- | ------------- |
| 1890 | 399           |
| 1910 | 399           |
| 1925 | 408           |
| 1939 | 392           |

| Jahr   | Einwohnerzahl |
| ------ | ------------- |
| 1946   | 606           |
| 1950   | 635           |
| 1964   | 430           |
| 1990 1 | 517           |